# Franciszek Kenninck
abp Franciscus Kenninck (ur. 18 czerwca 1859 w Den Helder, zm. 10 lutego 1937 w Utrechcie) – starokatolicki arcybiskup Utrechtu w latach 1920–1937.

## Życiorys
Rodzina Franciszka Kennincka pochodziła z Brugii. Ukończył seminarium starokatolickie w Amersfoort, w którym okazał się być prymusem. Był bardzo utalentowany w językach klasycznych, które były fundamentem dla jego późniejszej pracy jako nauczyciel teologii. W 1886 roku został mianowany profesorem egzegezy w niniejszym seminarium. Święcenia przyjął 24 czerwca 1888 roku i objął parafię w Amersfoort. Od 1909 roku był kanonikiem Kapituły Metropolitalnej w Utrechcie.
8 marca 1920 roku został wybrany na starokatolickiego arcybiskupa Utrechtu. Konsekracja biskupia odbyła się w Utrechcie 28 kwietnia 1920 roku z rąk biskupów Henryka van Vlijmena, Konrneliusza Diependaala i Grzegorza Mooga. Podczas swojej kadencji dokonał szeregu reform: zniósł celibat dla księży, utworzył Synod z udziałem świeckich, wprowadził innowacje w dziedzinie liturgii, katechezy i muzyki kościelnej. Okazał się być pionierem ruchu ekumenicznego w Kościele starokatolickim.